# Dead New World
Dead New World è il quinto album in studio del gruppo musicale statunitense Ill Niño, pubblicato il 25 ottobre 2010 dalla AFM Records (Europa) e dalla Victory Records (Stati Uniti).

## Tracce
1. God Is for the Dead – 2:54
2. The Art of War – 4:09
3. Against the Wall – 3:27
4. Mi revolución – 3:50
5. Bleed like You – 3:15
6. Serve the Grave – 3:21
7. If You Were Me – 3:43
8. Ritual – 4:33
9. Killing You, Killing Me – 3:52
10. How Could I Believe – 4:11
11. Bullet with Butterfly Wings – 4:29 – cover dei The Smashing Pumpkins
12. Scarred – 3:44

## Formazione
- Cristian Machado - voce
- Diego Verduzco - chitarra
- Ahrue Luster - chitarra
- Lazaro Pina - basso
- Dave Chavarri - batteria
- Danny Couto - percussioni